# کایرو (حوزه سرشماری)، نیویورک
کایرو (به انگلیسی: Cairo) یک منطقهٔ مسکونی در ایالات متحده آمریکا است که در شهرستان گرین، نیویورک واقع شده‌است. کایرو ۱۰٫۹۶ کیلومتر مربع مساحت و ۱٬۴۰۲ نفر جمعیت دارد و ۱۱۴ متر بالاتر از سطح دریا واقع شده‌است.